# Kay Hurbanek
Kay Hurbanek (* 24. März 1982 in Berlin) ist ein ehemaliger deutscher Eishockeyspieler, der zuletzt beim ECC Preussen Juniors Berlin in der Oberliga Ost unter Vertrag stand.

## Karriere
Kay Hurbanek begann seine Karriere als Eishockeyspieler in seiner Heimatstadt bei den Eisbären Berlin, für die er in der Saison 1999/00 sein Debüt in der DEL gab, wobei er in seinem Rookiejahr in sieben Spielen punkt- und straflos blieb. Den Großteil der Spielzeit verbrachte er wie im folgenden Jahr bei der zweiten Mannschaft der Berliner in der Oberliga. Nachdem der Stürmer in der Saison 2001/02 für die Hannover Scorpions in der DEL auf dem Eis stand, spielte er die folgenden beiden Jahre für die Berlin Capitals, mit denen er in der Saison 2002/03 als Regionalliga-Meister in die Oberliga aufstieg. Für die Saison 2004/05 wurde Hurbanek von seinem Ex-Club Eisbären Berlin verpflichtet, bei dem er seine Laufbahn begonnen hatte. Für die Eisbären erzielte er in 26 Spielen ein Tor und gab eine Vorlage, beendete die Saison allerdings bei Berlins Ligarivalen Hamburg Freezers, für die er 15 Mal auflief.
Die gesamte Saison 2005/06 verbrachte Hurbanek bei den Bietigheim Steelers in der 2. Bundesliga. Daraufhin wechselte er zum Regionalligisten ECC Preussen Juniors Berlin, bei dem er 2013 seine Karriere beendete.

## International
Für Deutschland nahm Hurbanek an der U18-Junioren-Weltmeisterschaft 2000 teil, bei der er mit seiner Mannschaft den siebten Platz belegte.

## Familie
Kay Hurbanek ist der Sohn von Joachim Hurbanek, der Torhüter bei Dynamo Berlin und in der DDR-Nationalmannschaft war, mit der er u. a. an der B-Weltmeisterschaft 1971 und
1972 teilnahm.

## Erfolge und Auszeichnungen
- 2003 Aufstieg in die Oberliga mit den Berlin Capitals
- 2009 Meister der Regionalliga Nordost mit den ECC Preussen Juniors Berlin

## Karrierestatistik
(Legende zur Spielerstatistik: Sp oder GP = absolvierte Spiele; T oder G = erzielte Tore; V oder A = erzielte Assists; Pkt oder Pts = erzielte Scorerpunkte; SM oder PIM = erhaltene Strafminuten; +/− = Plus/Minus-Bilanz; PP = erzielte Überzahltore; SH = erzielte Unterzahltore; GW = erzielte Siegtore; 1 Play-downs/Relegation; Kursiv: Statistik nicht vollständig)

## DEL-Statistik
(Stand: Ende der Saison 2008/09)